# A Confession
A Confession (englisch für Ein Geständnis) ist eine britische Krimidrama-Miniserie, die auf der wahren Geschichte des Mordes an Sian O’Callaghan basiert. Die englische Erstausstrahlung der sechsteiligen Staffel erfolgte am 2. September 2019 beim britischen Fernsehsender ITV. In Deutschland wurde sie am 6. Februar 2020 exklusiv auf MagentaTV, dem Streamingdienst der Deutschen Telekom, veröffentlicht.

## Handlung
Im südenglischen Swindon, in dem vor acht Jahren bereits das Mädchen Becca Godden-Edwards verschwunden ist, wird die 22-jährige Sian O’Callaghan vermisst. In dem Fall ermittelt Stephen Fulcher, der bald den Taxifahrer Christopher Halliwell als Verdächtigen ausmacht. Bei der Ingewahrsamnahme führt Halliwell Fulcher an den Ort von Sians Leiche und bietet ihm an, ihn zu einer weiteren Leiche zu führen, weswegen Fulcher unterlässt, ihn zunächst zu belehren und ins Polizeirevier zu bringen, damit Halliwell einen Anwalt erhalten könnte. Beide Leichen werden gefunden und als die vermissten Mädchen identifiziert.
Halliwell, der im Prozess alles abstreitet, wird des Mordes an Sian schuldig gesprochen, aber das Geständnis bezüglich Becky Godden gegenüber Fulcher kann nicht gegen Halliwell verwendet werden. Fulcher wird nach einer disziplinarischen Anhörung, weil er den Police and Criminal Evidence Act (PACE) verletzt hat, degradiert und verlässt den Polizeidienst. Karen Edwards, Beckys Mutter, kämpft daraufhin dafür, dass der PACE Act geändert wird. Drei Jahre später wird Halliwell aufgrund neuer Beweise der Prozess wegen des Mordes an Becky gemacht, wobei auch Fulcher gegen ihn aussagt.

## Besetzung und Synchronisation
Die deutschsprachige Synchronisation entstand nach einem Dialogbuch und unter der Dialogregie von Martin Westphal durch die Interopa Film in Berlin.
| Rolle                 | Beschreibung   | Schauspieler     | Synchronsprecher     |
| --------------------- | -------------- | ---------------- | -------------------- |
| Stephen Fulcher       | Superintendent | Martin Freeman   | Manuel Straube       |
| Elaine Pickford       | Sians Mutter   | Siobhan Finneran | Andrea Aust          |
| Karen Edwards         | Beckys Mutter  | Imelda Staunton  | Karin David          |
| Charlie Edwards       | Karens Ehemann | Peter Wight      | Wolfgang Müller      |
| Christopher Halliwell | Täter          | Joe Absolom      | Matthias Deutelmoser |
| Kevin Reape           | Sians Freund   | Charlie Cooper   |                      |
| Yvonne Fulcher        | Stephens Frau  | Kate Ashfield    | Antje von der Ahe    |

## Hintergrund
Die Bestellung der Serie gab ITV am 15. Oktober 2018 bekannt. A Confession basiert auf einem realen Kriminalfall des Jahres 2011. Detective Superintendent Stephen Fulcher verarbeitete seine Erfahrungen des Falls in dem Buch Catching A Serial Killer, das Jeff Pope als Vorlage für das Drehbuch diente. Gedreht wurde die Serie am realen Handlungsort in Wiltshire. Alle sechs Folgen inszenierte Paul Andrew Williams. Pope und Freeman berieten sich vor dem Dreh mit dem realen Fulcher; Pope traf auch die Familien beider Opfer. Er sagte: „Wenn [sie] nicht gewollt hätten, dass ich es tue, hätte ich es nicht getan.“

## Veröffentlichung
A Confession wurde im Vereinigten Königreich vom 2. September bis zum 7. Oktober 2019 auf ITV ausgestrahlt. In Deutschland sind alle sechs Folgen seit dem 6. Februar 2020 bei MagentaTV abrufbar. Am 12. Mai 2020 wurde die Serie auf dem nordamerikanischen Streamingdienst Britbox für britische Serien. Zuvor veranstalte Variety im virtuellen Variety Streaming Room am 6. Mai eine Vorführung der ersten Episode mit einem virtuellen Gespräch mit Freeman und Regisseur Andrew, welche die erste Vorführung einer Serie im Variety Streaming Room war.

## Rezeption
A Confession wurde zu einer der erfolgreichsten Serien Großbritanniens im Jahr 2019 mit durchschnittlich 6,6 Millionen Zuschauer.
Lucy Mangan vom Guardian vergibt vier von fünf Sternen und lobt besonders die herausragende Besetzung. Über Drehbuchautor Jeff Pope schreibt sie, dass er statt eine Erzählung von männlichem Heroismus zu schreiben die Erfahrungen derer, die die Ereignisse erlebt haben, ehrt. Nach ihrem Fazit sei die Serie „eine traurige, schonungslose Dramatisierung schonungslos trauriger Ereignisse, die […] profunde Fragen darüber stellt, wie wir Gerechtigkeit für Ermordete und Vermisste erlangen wollen und sollten.“
Kevin Hennings für DWDL.de schreibt, die Serie habe aus der Ausgangslage eines Szenarios, das schon allzu häufig erzählt worden sei, das Beste gemacht, und das sei besser als gedacht. Sie „geht nicht mit dem Trend mit, solch ein Verbrechen mit schnellen Schnitten und hurtigem Voranschreiten der Story zu erzählen. Es wird sich Zeit genommen, den Schmerz dieser umfangreichen Geschichte angemessen zu inszenieren. Das wird nicht alle bei Laune halten, aber doch diejenigen, die echtes Interesse am Ereignis von 2011 haben.“ Das Team lege ein ehrliches und trauriges Bild einer absurden Suche offen, wobei später auch tiefgreifende Fragen aufkommen: „Was ist Gerechtigkeit und wie kann und sollte sie für vermisste und ermordete Menschen erlangt werden? „A Confession“ ist weniger Unterhaltung als hochwertiges Fernsehen darüber, wie wir unsere moralischen Vorstellungen hinterfragen sollten.“
Elisa Britzelmeier rezensiert für die Süddeutsche Zeitung, die Serie fühle sich anfangs wie ein mittelguter Tatort an, aber es lohne sich, nicht vorschnell aufzugeben, wegen der herausragenden Schauspieler und Schauspielerinnen, aber vor allem wegen der Art, wie das Leid erzählt werde. „Sehr langsam kriecht den Familien die Gewissheit ins Bewusstsein, dass sie ihre Töchter nie wiedersehen werden. Spürbar wird nicht nur das Dilemma des Ermittlers. Sondern auch, wie sich solche Verluste anfühlen. Dass sie womöglich nie überwunden werden können. Das macht die Serie so traurig und erschütternd. Und so stark.“
Matthias Hannemann schreibt für die FAZ, die Serie wandle sich vom Polizei- zum Justiz- und Charakterdrama. „Nun zahlt sich die Handkamera von Vanessa Whyte aus: Wir sind mitten drin statt nur dabei. Das extrem ruhige Erzähltempo gibt der Serie gleichzeitig den Raum, den es zum Studium der Gemütszustände braucht, die Protagonisten wie Karen und Fulcher oder auch Sians Mutter Elaine (Siobhan Finneran) durchleben.“ Das größte Pfund der Serie sei die Schauspielkunst von Imelda Staunton und Martin Freeman, der „selbst Zahnputzszenen zu Momentaufnahmen seines Innenlebens werden lässt – und immer dann, wenn wir die Kritiker Fulchers zu verstehen beginnen, seinen zerknautschten Hobbitblick zeigt.“

## Nominierungen
British Academy Television Award 2020
- Beste Miniserie
- Bester Nebendarsteller: Joe Absolom